# ОА-23
ОА-23 (Оклопни аутомобил модел 23) је чехословачки лаки оклопни аутомобил из периода пре Другог светског рата.

## Историја
Нова Чехословачка држава, настала 1918, наследила је од Аустроугарске само неколико старих оклопних кола Ланциа, али и импресивну војну индустрију на челу са фабриком Шкода. Већ 1919. Шкода је направила 12 оклопних кола на шасијама камиона Фијат, што је био први покушај домаће производње оклопних возила. Ова возила су повучена из употребе крајем 20-их година. Почињући од нуле, 1923. Шкода је направила два прототипа оклопних кола ПА-I са новом шасијом, са погоном (4x4) и управљањем на сва 4 точка. Исте године војска је наручила 12 оклопних кола ПА-II, која су ушла у употребу као Оклопни аутомобил модел 23 (ОА-23). 
| Производња       | до 1933 | 1934 | 1935 | 1936    | 1937            | 1938           | 1939                    |
| ---------------- | ------- | ---- | ---- | ------- | --------------- | -------------- | ----------------------- |
| ОА-23            | 9       | -    | -    | -       | -               | -              | -                       |
| ОА-27            | 15      | -    | -    | -       | -               | -              | -                       |
| ОА-30            | -       | 51   | -    | -       | -               | -              | -                       |
| Танкета модел 33 | -       | 70   | -    | -       | -               | -              | -                       |
| Шкода Т-32       | -       | -    | -    | -       | 8               | -              | -                       |
| АХ-IV            | -       | -    | -    | 50      | -               | 83             | -                       |
| ЛТ-34            | -       | -    | 20   | 30      | -               | -              | -                       |
| ЛТ-35            | -       | -    | -    | 15      | 262             | -              | -                       |
| ТНХ серија       | -       | -    | -    | 40(ТНХ) | 15(Р-2) 10(ТНХ) | 61(Р-2) 7(ЛТП) | 50(Р-2) 17(ЛТП) 24(ЛТХ) |

## Карактеристике
Популарно назван "корњача", ОА-23 имао је модерну 4x4 шасију и заобљен труп далеко испред свог времена, али је одсуство куполе ограничило његову примену у војсци. Возило је имало 2 возача, предњег и задњег, како би могло возити уназад без скретања, а сваки је био наоружан са по 2 митраљеза, смештеним на трупу возила (на сва 4 угла). Распродати су аустријским и чехословачким полицијским јединицама током 30-их година.